# Крупица (приток Гати)
Крупица (бел. Крупіца) — малая река в Червенском районе Минской области Белоруссии, правый приток реки Гать.
Длина реки — 6 км. Протекает по открытой местности. Начинается в 0,5 км к юго-востоку от деревни Глинище. Через 0,8 км, пересекая грунтовую дорогу, поворачивает на восток, через 425 м принимает северо-восточное направление и через ещё 0,5 км резко поворачивает на юго-восток, образуя запруду, разделяющую надвое агрогородок Черноградь. Через 197 метров от плотины меняет направление на юго-западное, через 335 м — на южное. Ещё через 425 м поворачивает на юго-восток и в дальнейшем, в целом, придерживается этого направления. Впадает в Гать в 540 метрах к югу от окраины деревни Ялча. Русло реки канализировано.